# Брестмаш
ОАО «Брестмаш» (Брестский машиностроительный завод; бел. ААТ «Брэстмаш»; Брэсцкі машынабудаўнічы завод) — белорусская машиностроительная компания, расположенная в Бресте.

## История
В 1975 году в Бресте началось строительство двух машиностроительных предприятий — для текстильной и мясомолочной промышленности. Заводы строились совместно, имели общую дирекцию строительства. В 1980 году был введён в эксплуатацию Брестский завод прецизионных узлов для текстильного оборудования «Текстильмаш», в 1982 году — Брестский машиностроительный завод мясного оборудования «Мясомолмаш». В 1986 году заводы были объединены в Брестское машиностроительное производственное объединение, которое находилось в подчинении Министерства машиностроения для лёгкой и пищевой промышленности и бытовых приборов СССР, а с 1987 года — в составе Министерства общего машиностроения СССР. В 1991 году завод передан в подчинение Госкомитета Республики Беларусь по промышленности и межотраслевым производствам (с 1994 года — Министерство промышленности Республики Беларусь), в 1995 году преобразован в открытое акционерное общество «Брестский машиностроительный завод».
При заводе действовало экспериментально-конструкторское бюро, в 1995 году реорганизованное в самостоятельное научно-производственное предприятие «Техномаш».

## Современное состояние

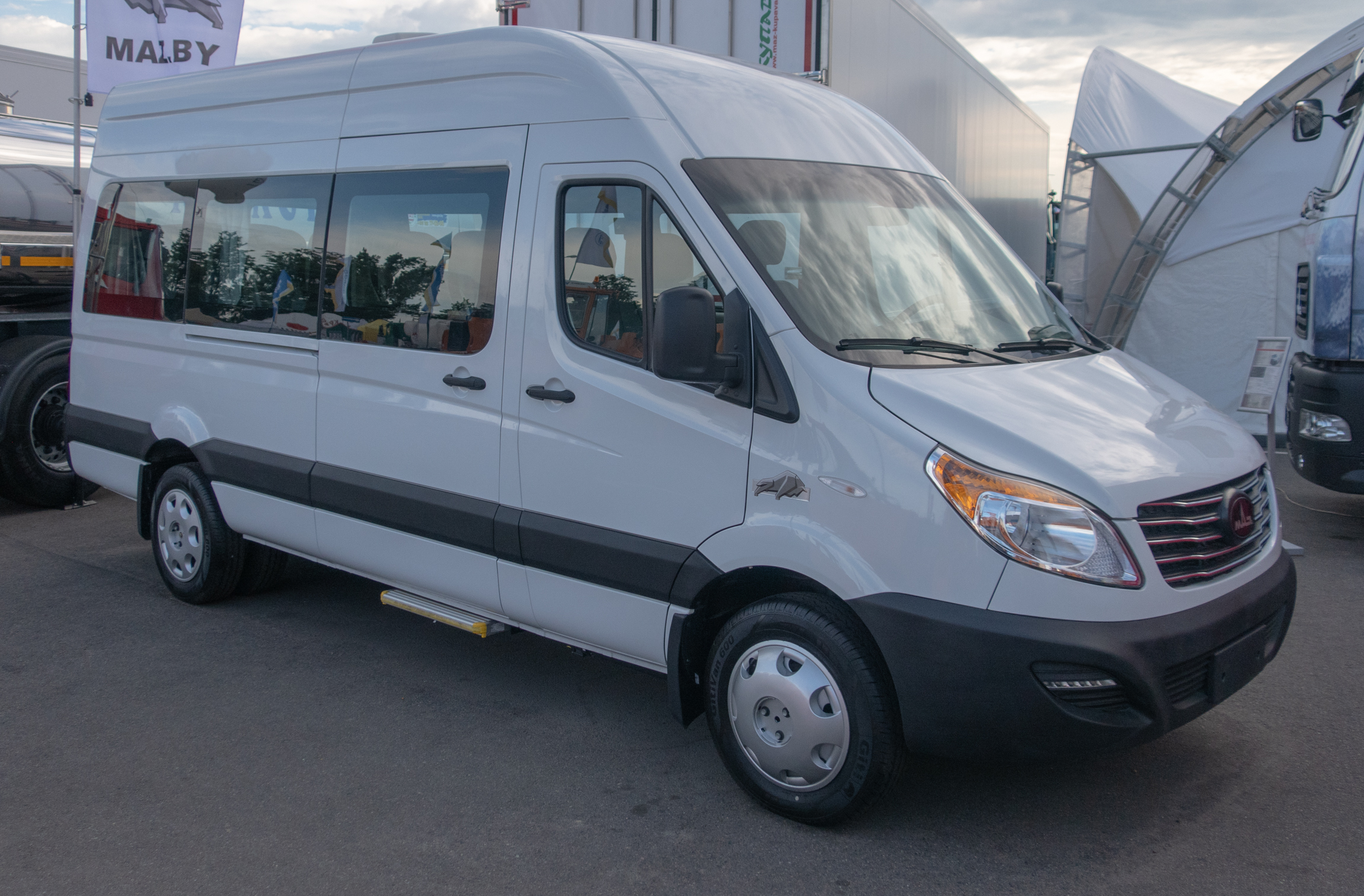
МАЗ-281

В 2013 году завод был передан в состав холдинга «Минский автомобильный завод». В 2018 году на незадействованных площадях предприятия началась реконструкция для организации цеха крупноузловой сборки микроавтобусов. На «Брестмаше» началась сборка микроавтобусов МАЗ-281 (пассажирского) и МАЗ-3650 (грузового) из комплектующих JAC Motors. К октябрю 2019 года было собрано более 50 микроавтобусов.
Предприятие производит комплектующие для автомобилей, газовых и электрических плит, а также оборудование для пищевой промышленности: роторные и центробежные насосы для молочной продукции, фаршей, быстрозастывающих продуктов, оборудование для забоя скота, очистки шкур животных, получения ливера, промывки кишок.